# Lista de deputados estaduais da Bahia da 9.ª legislatura
Esta é a lista de deputados estaduais da Bahia para a legislatura 1979–1983.

## Composição das bancadas
| Partido | Líder                  | Bancada | Posição  |
| ------- | ---------------------- | ------- | -------- |
| ARENA   | Luís Eduardo Magalhães | 43 / 56 | Governo  |
| MDB     | Domingos Leonelli      | 13 / 56 | Oposição |

## Deputados Estaduais
Para a Assembleia Legislativa da Bahia, foram eleitos cinquenta e seis representantes, sendo quarenta e três da ARENA e treze do MDB.
| Número | Deputados estaduais eleitos | Partido | Votação | Percentual | Cidade onde nasceu | Unidade federativa |
| 11111  | Luís Eduardo Magalhães      | ARENA   | 125.338 |            | Salvador           | Bahia              |
| 11423  | Jutahy Magalhães Júnior     | ARENA   | 37.254  |            | Salvador           | Bahia              |
| 11907  | Clemenceau Teixeira         | ARENA   | 30.173  |            | Salvador           | Bahia              |
| 11920  | Barbosa Romeu               | ARENA   | 29.942  |            | Salvador           | Bahia              |
| 11189  | Etelvir Dantas              | ARENA   | 27.979  |            | Saboeiro           | Ceará              |
| 15437  | Domingos Leonelli           | MDB     | 27.761  |            | Salvador           | Bahia              |
| 11406  | Hélio Correia               | ARENA   | 26.613  |            | Macarani           | Bahia              |
| 11225  | Augusto Matias              | ARENA   | 22.989  |            | São Félix          | Bahia              |
| 11221  | Raimundo Rocha Pires        | ARENA   | 22.573  |            | São Félix          | Bahia              |
| 11414  | Eujácio Simões              | ARENA   | 21.853  |            | Itororó            | Bahia              |
| 11634  | Fernando Daltro             | ARENA   | 21.619  |            | Jacobina           | Bahia              |
| 11353  | Nobelino Dourado            | ARENA   | 21.523  |            | Irecê              | Bahia              |
| 11490  | Márcio Cardoso              | ARENA   | 21.427  |            | Felisburgo         | Minas Gerais       |
| 11541  | José Lourenço               | ARENA   | 21.409  |            | Porto              | Portugal           |
| 11941  | Carlos Facó                 | ARENA   | 21.097  |            | Beberibe           | Ceará              |
| 11957  | Ernani Rocha                | ARENA   | 21.047  |            | Teixeira           | Paraíba            |
| 11738  | Carlos Araújo               | ARENA   | 20.822  |            | Conceição do Coité | Bahia              |
| 11295  | Jairo Azi                   | ARENA   | 20.765  |            | Lamarão            | Bahia              |
| 11243  | Edivaldo Lopes              | ARENA   | 19.918  |            | Morro do Chapéu    | Bahia              |
| 11480  | Manoel Passos               | ARENA   | 19.846  |            | Salvador           | Bahia              |
| 11195  | Vilobaldo Freitas           | ARENA   | 19.506  |            | Caetité            | Bahia              |
| 11804  | João Emílio                 | ARENA   | 19.193  |            | Conceição do Coité | Bahia              |
| 11493  | Miguel Abrão                | ARENA   | 18.050  |            | Senhor do Bonfim   | Bahia              |
| 11135  | Jayme Vieira Lima           | ARENA   | 17.775  |            | Feira de Santana   | Bahia              |
| 11192  | Cândido Martins             | ARENA   | 17.619  |            | Senhor do Bonfim   | Bahia              |
| 11296  | Orlando Spínola             | ARENA   | 17.209  |            | Salvador           | Bahia              |
| 11529  | Luís Cabral                 | ARENA   | 16.802  |            | Salvador           | Bahia              |
| 15499  | Filemon Matos               | MDB     | 16.717  |            | Iguaí              | Bahia              |
| 11603  | Plínio Carneiro             | ARENA   | 16.252  |            | Serrinha           | Bahia              |
| 11725  | Naomar Alcântara            | ARENA   | 15.813  |            | Itabuna            | Bahia              |
| 11227  | João Alfredo                | ARENA   | 15.565  |            | Ilhéus             | Bahia              |
| 11139  | Gilberto Miranda            | ARENA   | 15.509  |            | Miguel Calmon      | Bahia              |
| 11762  | Raimundo Ribeiro            | ARENA   | 15.448  |            | Central            | Bahia              |
| 11220  | Genebaldo Correia           | ARENA   | 15.197  |            | Santo Amaro        | Bahia              |
| 11611  | Galdino Leite               | ARENA   | 15.058  |            | Aracaju            | Sergipe            |
| 11834  | Murilo Cavalcanti           | ARENA   | 14.949  |            | Rio das Pedras     | São Paulo          |
| 11320  | Geraldo Ramos               | ARENA   | 14.779  |            | Caravelas          | Bahia              |
| 11568  | Waldomiro Borges            | ARENA   | 14.517  |            | Jequié             | Bahia              |
| 15764  | Raymundo Cafezeiro          | MDB     | 14.495  |            | Jaguaquara         | Bahia              |
| 15439  | Jadiel Matos                | MDB     | 14.377  |            | Nova Canaã         | Bahia              |
| 11863  | José Rocha                  | ARENA   | 14.366  |            | Coribe             | Bahia              |
| 15279  | Adelmo Oliveira             | MDB     | 13.537  |            | Itabuna            | Bahia              |
| 11859  | Raulino de Queiroz          | ARENA   | 13.433  |            | Palmeiras          | Bahia              |
| 11485  | Cleraldo Rezende            | ARENA   | 13.432  |            | Ipiaú              | Bahia              |
| 11359  | Gorgônio Neto               | ARENA   | 13.205  |            | Salvador           | Bahia              |
| 11880  | José Leão                   | ARENA   | 13.105  |            | Riachão do Jacuípe | Bahia              |
| 11705  | Hugo Navarro                | ARENA   | 12.969  |            | Feira de Santana   | Bahia              |
| 11931  | Moura Costa                 | ARENA   | 12.861  |            | Salvador           | Bahia              |
| 15112  | Clodoaldo Campos            | MDB     | 12.629  |            | Irará              | Bahia              |
| 15138  | Arquimedes Franco           | MDB     | 12.121  |            | Salvador           | Bahia              |
| 15873  | Luciano Ribeiro             | MDB     | 11.632  |            | Paripiranga        | Bahia              |
| 15689  | Lourival Evangelista        | MDB     | 10.464  |            | Salvador           | Bahia              |
| 15718  | Gerson Gomes                | MDB     | 10.345  |            | Feira de Santana   | Bahia              |
| 15181  | Almir Araújo                | MDB     | 9.959   |            | Ituaçu             | Bahia              |
| 15428  | Guttemberg Amazonas         | MDB     | 9.517   |            | Itabuna            | Bahia              |
| 15537  | Marco Antunes               | MDB     | 9.497   |            | Alagoinhas         | Bahia              |